# Rio Grande da Serra
Pour les articles homonymes, voir Rio Grande.
Rio Grande da Serra est une municipalité de l'État de l'État de São Paulo au Brésil.
Sa population était estimée à 41 602 habitants en 2009. Elle s'étend sur 36,671 km2.
Elle fait partie de la Microrégion de São Paulo dans la Mésorégion métropolitaine de São Paulo.

## Maires
| Période | Période | Identité                           | Étiquette | Qualité |
| ------- | ------- | ---------------------------------- | --------- | ------- |
| 2009    | 2012    | Adler Alfredo Jardim Teixeira      | PSDB      |         |
| 2013    | 2016    | Luis Gabriel Fernandes da Silveira | PSDB      |         |